# 永山神社
永山神社（ながやまじんじゃ）は北海道旭川市永山地区にある神社。旧社格は県社。

## 由緒
明治24年（1891年）永山に入植した岡山県出身の屯田兵が出身地の御分霊(天照大神、大国主神)を頂き、明治25年（1892年）現在の永山駅裏に祠を建て祀ったのが起源とされ、上川支庁で最も歴史のある神社である。
明治45年（1912年）社殿を現在地に移転。大正3年（1914年）村社となる。大正9年（1921年）永山武四郎を合祀、大正11年（1923年）に郷社に、昭和20年（1945年）4月30日に県社へ昇格する。平成5年（1993年）に社殿を建て直し、現在に至る。

## 外末社
- 金刀比羅神社（ことひらじんじゃ）
祭神 大物主神、崇徳天皇
- 秋葉神社（あきばじんじゃ）
祭神 火産霊神、水汲能売神、埴山比売神

## 例祭
永山神社例大祭（永山祭）　7月1日

## 交通
- JR宗谷本線永山駅より徒歩10分
- 道北バスにて永山2条18丁目より下車徒歩5分